# Teoria e pratica di ogni cosa
Teoria e pratica di ogni cosa (titolo originale: Special Topics in Calamity Physics) è il romanzo d'esordio della scrittrice statunitense Marisha Pessl.
La struttura del romanzo è costruita sulla falsariga di un libro di testo di letteratura e contiene riferimenti bibliografici, illustrazioni (a opera dell'autrice) e un test di valutazione finale. I capitoli prendono il nome di opere come Otello,  Ritratto dell'artista da giovane, Cime tempestose, La casa dei sette abbaini.
Benché il libro sia ricco di riferimenti letterari e cinematografici, alcuni di questi riferimenti non sono realmente esistenti. Il libro ha vinto nel 2006 il John Sargent, Sr. First Novel Prize, ed è stato inserito dal New York Times tra i 10 migliori libri del 2006.

## Trama
Blue van Meer è una diciassettenne di eccezionale erudizione letteraria e cinematografica con qualche difficoltà a integrarsi con i suoi coetanei. È la figlia di un professore di scienze politiche, Gareth van Meer, dalla forte e vulcanica personalità. Dopo la morte di Natasha, madre di Blue, lei e il padre conducono una vita itinerante per gli Stati Uniti tra una università e l'altra dove Gareth lavora come visiting professor.
La formazione di Blue avviene in questi anni, a bordo di una Volvo station-wagon blu, grazie alle letture e alle lezioni del padre. Infine i due si stabiliscono a Stockton, nella Carolina del Nord, dove Blue comincia a frequentare la St. Gallway School. Qui conosce Hannah Schneider, insegnante di cinematografia, e stabilisce un rapporto con un gruppo di suoi coetanei, i Sangueblu, dai modi aristocratici e misteriosi. Gli eventi che porteranno alla morte di Hannah trascineranno Blue in un mistero sempre più complesso.

## Analisi e riferimenti
La voce narrante è quella della protagonista, Blue, un anno dopo gli avvenimenti descritti. Blue è ormai matricola all'università di Harvard e organizza i suoi ricordi secondo lo schema di un corso di letteratura, un piano di studi con letture obbligatorie, materiali visivi di supporto e un test finale.
La quantità enciclopedica di citazioni e riferimenti letterari, cinematografici e scientifici sulla falsariga di un saggio accademico o di una tesi di laurea è una costante del romanzo. Molte di queste citazioni e riferimenti sono però inesistenti.
Il romanzo è articolato in tre parti, suddivise in capitoli ognuno dei quali ha per titolo un'opera letteraria secondo lo schema seguente

### Riferimenti capitoli
Parte prima
- Capitolo 1 - Otello, di William Shakespeare
- Capitolo 2 - Ritratto dell'artista da giovane, di James Joyce
- Capitolo 3 - Cime tempestose, di Charlotte Brontë
- Capitolo 4 - La casa dei sette abbaini, di Nathaniel Hawthorne
- Capitolo 5 - La donna in bianco, di Wilkie Collins
- Capitolo 6 - Il mondo nuovo, di Aldous Huxley
- Capitolo 7 - Le relazioni pericolose, di Choderlos de Laclos
- Capitolo 8 - Madame Bovary, di Gustave Flaubert
- Capitolo 9 - Pigmalione, di George Bernard Shaw
- Capitolo 10 - Poirot a Styles Court, di Agatha Christie

Parte seconda
- Capitolo 11 - Moby Dick, di Herman Melville
- Capitolo 12 - Festa mobile, di Ernest Hemingway
- Capitolo 13 - Donne innamorate, di David Herbert Lawrence
- Capitolo 14 - Lo scassinatore di Shady Hill, di John Cheever
- Capitolo 15 - La dolce ala della giovinezza, di Tennessee Williams
- Capitolo 16 - Camera oscura, di Vladimir Nabokov
- Capitolo 17 - "La bella addormentata nel bosco" e altre favole, di Arthur Quiller-Couch
- Capitolo 18 - Camera con vista, di E. M. Forster

Parte terza
- Capitolo 19 - Urlo e altre poesie, di Allen Ginsberg
- Capitolo 20 - La bisbetica domata, di William Shakespeare
- Capitolo 21 - Un tranquillo weekend di paura, di James Dickey
- Capitolo 22 - Cuore di tenebra, di Joseph Conrad
- Capitolo 23 - Qualcuno volò sul nido del cuculo, di Ken Kesey
- Capitolo 24 - Cent'anni di solitudine, di Gabriel García Márquez
- Capitolo 25 - Casa desolata, di Charles Dickens
- Capitolo 26 - Il grande sonno, di Raymond Chandler
- Capitolo 27 - Justine, di Marchese de Sade
- Capitolo 28 - Quer pasticciaccio brutto de via Merulana, di Carlo Emilio Gadda
- Capitolo 29 - Il crollo, di Chinua Achebe
- Capitolo 30 - Il complotto notturno, di Smoke Wyannoch Harvey (inesistente)
- Capitolo 31 - Il Che e i giovani, di Ernesto Che Guevara
- Capitolo 32 - Brava gente di campagna, di Flannery O'Connor
- Capitolo 33 - Il processo, di Franz Kafka
- Capitolo 34 - Paradiso perduto, di John Milton
- Capitolo 35 - Il giardino segreto, di Frances Hodgson Burnett
- Capitolo 36 - Le metamorfosi, di Ovidio

## Edizioni
- Marisha Pessl, Teoria e pratica di ogni cosa, traduzione di Carlo Prosperi, Narratori stranieri Bompiani, Bompiani, 2006,  p. 693, ISBN 88-452-5731-2.